# フランシス・アーノルド
フランシス・ハミルトン・アーノルド（Frances Hamilton Arnold, 1956年7月25日 - ）は、アメリカ合衆国の化学工学者、生化学者。カリフォルニア工科大学教授。指向性進化により人工的に酵素を合成する手法を開発し、2018年にジョージ・P・スミス、グレゴリー・ウィンターとともに、ノーベル化学賞を受賞した。

## 来歴
ペンシルベニア州ピッツバーグ出身。1979年にプリンストン大学卒業後、1985年にカリフォルニア大学バークレー校から化学工学のPh.Dを取得。2021年からジョー・バイデン政権の大統領科学技術諮問委員会のメンバーに選出された。
自然界にほとんど存在しない、炭素とケイ素の結合を形成させる酵素を人工的に合成することを可能にしたことによって、電子工学やエネルギーの分野などで広く応用されている。
2019年にはドラマ『ビッグバンセオリー』の第12シーズン/エピソード18に本人役で出演した。

## 受賞歴
- 2011年 チャールズ・スターク・ドレイパー賞
- 2013年 アメリカ国家技術賞
- 2016年 ミレニアム技術賞
- 2018年 ノーベル化学賞
- 2019年 バウアー賞
- 2025年 プリーストリー賞

## 参照
- Chemical Eng, Caltech Faculty Page
- Arnold Research Group
- Video of Arnold talking about her work